# Lygrommatoides problematica
Lygrommatoides problematica är en spindelart som beskrevs av Embrik Strand 1918. Lygrommatoides problematica ingår i släktet Lygrommatoides och familjen Prodidomidae. Inga underarter finns listade i Catalogue of Life.